# Penicilliopsis clavariiformis
Penicilliopsis clavariiformis är en svampart som beskrevs av Solms 1887. Penicilliopsis clavariiformis ingår i släktet Penicilliopsis och familjen Trichocomaceae.   Inga underarter finns listade i Catalogue of Life.